# مدرسه اردشیری
مدرسه اردشیری مربوط به دوره پهلوی است و در یزد، محله خرمشاه، بلوار دانشجو واقع شده و این اثر در تاریخ ۱۰ خرداد ۱۳۸۲ با شمارهٔ ثبت ۹۱۲۷ به‌عنوان یکی از آثار ملی ایران به ثبت رسیده است.